# 小泉和久
小泉和久（こいずみ かずひさ、1950年9月10日 - ）は、日本の実業家である。レストラン事業の東天紅、小売業のアブアブ赤札堂、富士サファリパークを運営する小泉アフリカ・ライオン・サファリ等を有する、小泉グループのオーナーで、東天紅の代表取締役社長を務める。

## 略歴
東京都にアブアブ赤札堂の創業者である小泉一兵衛の長男として生まれた。1973年に慶應義塾大学商学部を卒業し、1975年にアメリカミシガン州立大学大学院経営学専攻を修了した。
1976年4月に西友へ入社したのち、1977年3月に東天紅・アブアブ赤札堂へ入社するも直後に一兵衛が急逝し、26歳で両社の社長に就任した。東天紅は同年5月から2001年8月まで会長、2001年8月から社長兼任、2004年6月から社長専任となった。
登山を趣味としており、日本百名山への登頂を目指している。1998年にキリマンジャロへ初登頂して以来、2001年・2003年・2007年とキリマンジャロへ三人の息子たちとともに登頂している。
慶應義塾評議員。

## 親族
- 前川喜作 - 前川製作所創業者、義祖父
- 前川昭一 － 志村産業会長、義父
- 前川喜平 - 文部科学省事務次官、義兄
- 中曽根弘文 - 文部科学大臣、外務大臣、義兄

## 代表を務める会社
- 株式会社東天紅
  - 株式会社海燕亭（東天紅の子会社）
- 株式会社アブアブ赤札堂
- 小泉アフリカ・ライオン・サファリ株式会社
  - 九州アフリカ・ライオン・サファリ株式会社
- 株式会社ジーエムシー
- 株式会社全日本ガードシステム